# Decanema
Decanema là chi thực vật có hoa trong họ Apocynaceae.